# МКС-12
МКС-12 — дванадцятий довготривалий екіпаж Міжнародної космічної станції. МКС-12 працював на борту МКС з 3 жовтня 2005 по 8 квітня 2006 року.

## Екіпаж
- Вільям МакАртур (Jeffrey Williams) (4-й космічний політ) (США), командир і науковий фахівець.
- Валерій Токарєв (2-й космічний політ) (Росія), бортінженер.

### Дублюючий екіпаж
- Джеффрі Вільямс (Michael Fincke) (США), командир екіпажа.
- Михайло Тюрін (Росія), бортінженер.

## Опис польоту

### Зміна екіпажу
Вільям МакАртур і Валерій Токарєв стартували у космос на кораблі «Союз ТМА-7» з космодрома Байконур (Казахстан) 1 жовтня 2005 року. Разом з ними у космос з коротким відвідуванням МКС відправилено третього космічного туриста, громадянина США Грегорі Олсена. Через дві доби після старту корабель «Союз ТМА-7» в автоматичному режимі пристикувався до МКС, до кормового стикувального вузла модуля «Пірс».
Космонавти попереднього довготривалого екіпажа МКС-11 — Сергій Крикалев і Джон Філліпс повернулися на Землю на кораблі «Союз ТМА-6» 11 жовтня 2005 року. Разом з ними на Землю повернувся і Грегорі Олсен.

## Виходи у відкритий космос
- Вихід 1 — Макартур і Токарєв

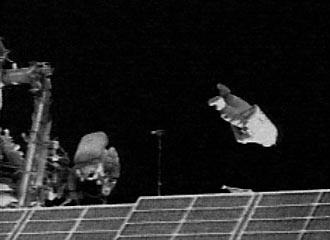
«Радіоскаф» у вільному польоті

- Мета: Установка камери на горизонтальній фермі (Р1).

Зняття датчика вимірювання електричного потенціалу навколо станції. Якщо залишиться час, то заміна приладів, що вийшли з ладу.
- Початок: 7 листопада 2005 — 14:30 UTC
- Закінчення: 7 листопада — 20:00 UTC
- Тривалість: 5 годин 30 хвилин
- Вихід з американського шлюзового відсіка «Квест», у американських скафандрах.

Це 63-й вихід у космос пов'язаний з МКС, 35-й вихід безпосередньо з МКС, 19-й вихід з американського модуля «Квест».
Це 3-й вихід у космос Вільяма Макартура і 1-й вихід Валерія Токарева.
- Вихід 2 — Макартур і Токарєв
- Мета: запуск супутника «Радіоскаф», демонтаж експерименту «Біоскаф», переміщення адаптера крана «Стріла», установка блокування на мобільному транспортері, фотографування системи моніторингу мікрометеоритів і захисного покриття, огляд зовнішній поверхні станції.
- Вихід з російського модуля «Пірс», у російських скафандрах «Орлан»
- Початок: 3 лютого 2006 — 22:44 UTC
- Закінчення: 4 лютого — 4:27 UTC
- Тривалість: 5 годин 43 хвилини

Це 64-й вихід у космос пов'язаний з МКС, 36-й вихід безпосередньо з МКС, 17-й вихід з російського модуля «Пірс»
Це 4-й вихід у космос Вільяма Макартура і 2-й вихід Валерія Токарева

### Робота на борту МКС

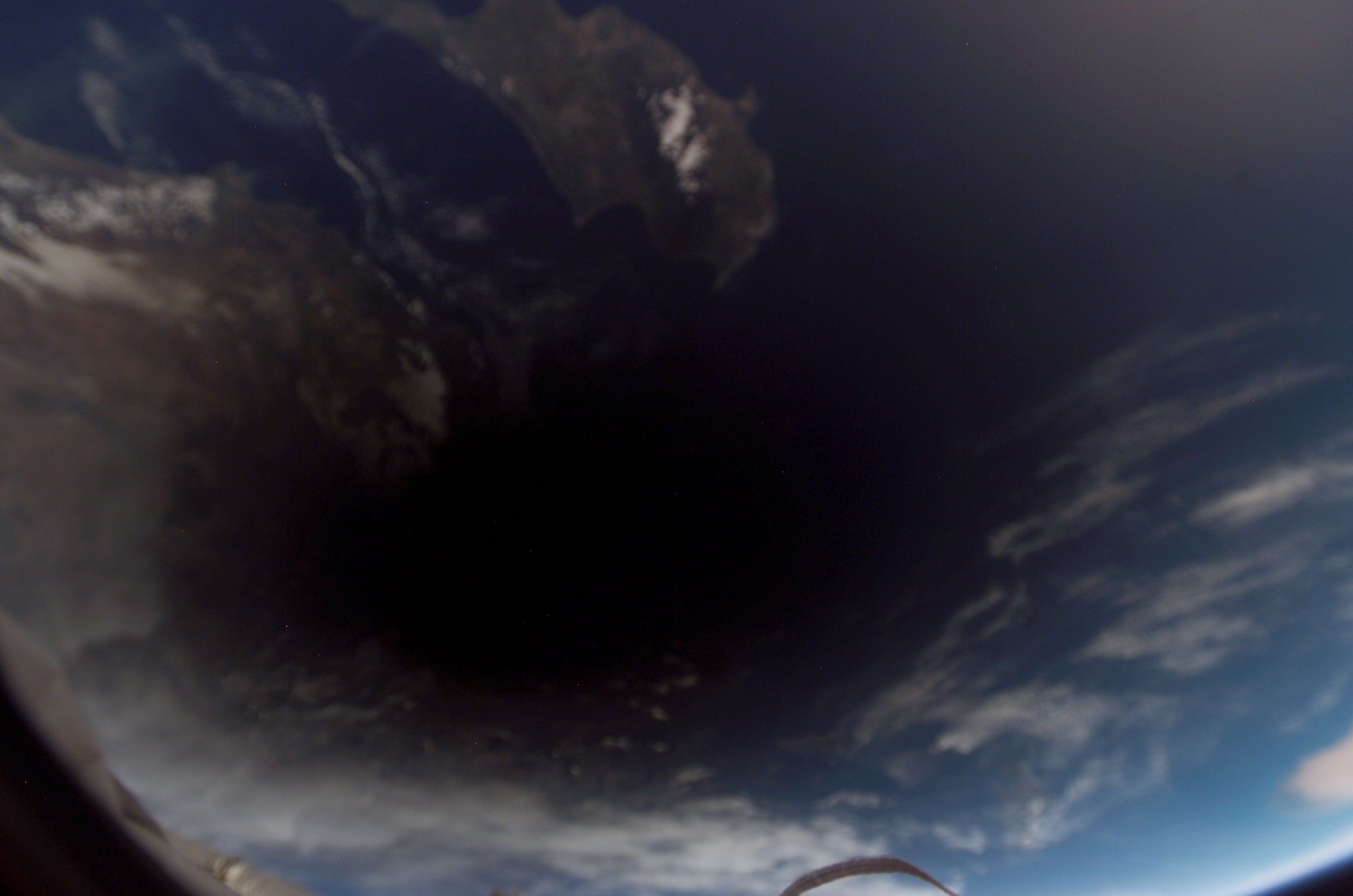
Сонячне затемнення 29 березня 2006. Фото зроблено екіпажем МКС-12

7 листопада космонавти Макартур і Токарєв виконали перший вихід у відкритий космос, який тривав 5 годин 30 хвилин.
18 листопада 2005 року корабель «Союз ТМА-7» було перестикувано з модулем «Пірс» на модуль «Зоря» для того, щоб звільнити модуль «Пірс» для виходу у відкритий космос, який було здійснено 4 лютого 2006 року.
23 грудня о 19:46 UTC до МКС пристикувався вантажний корабель «Прогрес М-55». Він доставив на станцію 2,5 тонн різних вантажів. У тому числі паливо для дозаправки рухової установки МКС, кисень, повітря, питну воду, продукти харчування, обладнання для проведення експериментів.
4 лютого 2006 космонавти Макартур і Токарєв виконати другий вихід у відкритий космос, який тривав 5 годин 43 хвилини.
20 березня екіпаж 12-ї довготривалої експедиції МКС здійснив перестикування свого корабля «Союз ТМА-7». Під керуівництвом космонавта Токарева «Союз ТМА-7» було перестиковано з модуля «Зоря» на кормовий стикувальний вузол модуля «Звезда». «Союз» було відстиковано о 6 годині 49 хвилин UTC. Переліт тривав 22 хвилини, замість запланованих 37-и хвилин. О 7 годині 11 хвилин (UTC) корабель пристикувався до модуля «Звезда».
29 березня 2006 Макартур і Токарєв спостерігали повне сонячне затемнення з космосу.
Наступний довготривалий екіпаж МКС-13 прибув на МКС 1 квітня 2006 на кораблі «Союз ТМА-8».
Макартур і Токарєв повернулися на Землю 8 квітня 2006 року, разом з ними на Землю повернувся Маркос Понтес, який прибув на станцію на кораблі «Союз ТМА-8» разом з членами наступної, 13-ї довготривалої експедиції. «Союз ТМА-7», з космонавтами Токарєвим, Макартуром і Понтес на борту, здійснив посадку 9 квітня о 23 годині 48 хвилин UTC за 54 км на північний схід від міста Аркалика у Казахстані.